# 波尼濟夫卡 (普季夫利區)
51°17′10″N 33°55′58″E / 51.28611°N 33.93278°E
波尼濟夫卡（烏克蘭語：Понизівка）是位於烏克蘭東北部的舊村莊，曾由蘇梅州的普季夫利區負責管轄，並於2007年被註銷。該村處於謝伊姆河右岸，距離比洛加利齊亞和庫爾久莫韋1公里。